# Урмышлинское сельское поселение
Урмышлинское се́льское поселе́ние — муниципальное образование в Лениногорском районе Татарстана Российской Федерации.
Административный центр — село Урмышла.

## История
Статус и границы сельского поселения установлены Законом Республики Татарстан от 31 января 2005 года № 34-ЗРТ «Об установлении границ территорий и статусе муниципального образования "Лениногорский муниципальный район" и муниципальных образований в его составе».

## Население
| 2010 | 2011 | 2012 | 2013 | 2014 | 2015 | 2016 |
| ---- | ---- | ---- | ---- | ---- | ---- | ---- |
| 567  | ↘564 | ↘552 | ↘543 | ↘534 | ↘531 | ↘515 |
| 2017 | 2018 |      |      |      |      |      |
| ↘511 | ↘497 |      |      |      |      |      |

## Состав сельского поселения
| № | Населённый пункт  | Тип населённого пункта       | Население |
| - | ----------------- | ---------------------------- | --------- |
| 1 | Булгар            | деревня                      |           |
| 2 | Бухар             | деревня                      |           |
| 3 | Новая Варваринка  | деревня                      |           |
| 4 | Новое Елхово      | деревня                      |           |
| 5 | Старая Варваринка | село                         |           |
| 6 | Урмышла           | село, административный центр |           |